# Фрига, Дмитрий Борисович
Дмитрий Фрига (5 января 1976, Минск) — белорусский композитор, звукорежиссёр, продюсер. Лидер проекта «FRIGA».

## Биография

### Образование
1995 — закончил брестский музыкальный колледж по двум отделениям: фортепиано и оркестровое дирижирование.

2000 — закончил Белорусский государственный педагогический университет (музыкально-педагогический факультет).

### Работа
2000—2013 работа звукорежиссёром на различных FM радиостанциях Минска («Сталіца», «Би-Эй», «Мелодии века», Юнистар, radio.tut.by, Минская волна). Создание музыкальной упаковки для станций (Юнистар, radio.tut.by, Минская волна). Одновременно работает, как композитор и звукорежиссёр-фрилансер.
2015 — один из учредителей и управляющий творческого объединания BezBuslou Arts, занимающегося выпуском и прокатом собственных художественных фильмов.

## Творчество
Пишет музыку и делает звук для рекламных роликов для таких известных брендов в Белоруссии, как МТС, А1, Вyfly, «Оливария», Gefest, «Милавица». Также пишет музыку для театров и кино, автор музыки к спектаклю «Люди на болоте» (Купаловский театр), Раскиданное гнездо (Театр белорусской драматургии), к фильмам «Выше неба», «БаБу», «ГараШ», «PARTY-ZAN фильм».

### Кино
- 2010 — Создание звуковых спецэффектов для фильма «Рыжик в Зазеркалье»[5]
- 2012 — Создание саундтрека к фильму «Выше неба»
- 2013 — Создание саундтрека к фильму «Ба-бу»
- 2014 — Создание саундтрека к мини-сериалу «0 sveikų» (Литва) [6]
- 2014 — Озвучивание мультипликационного фильма «Symmetricity»[7]
- 2015 — Создание саундтрека к мультсереалу «Солнечные зайчики» (Sunny Bunnies) (сериал сериал был приобретён для трансляции каналом Disney Channel Russia)[8]
- 2015 — Автор идеи, продюсер, композитор и звукорежиссёр художественного фильма «ГараШ»[9][10][11][12][13]
- 2016 — Продюсер, композитор и звукорежиссёр художественного фильма «PARTY-ZAN фильм»[14][15][16][17]

### Театр
- 2011 — музыка к спектаклю «Люди на болоте» (Белорусский национальный академический театр имени Янки Купалы)
- 2012 — музыка к спектаклю «Три Жизели» (Республиканский театр белорусской драматургии)
- 2013 — музыка к спектаклю «Раскиданное гнездо» (Республиканский театр белорусской драматургии). В 2014 году спектакль был номинирован на Национальную театральную премию за лучшую музыку.
- 2011—2013 музыка к различным спектаклям Современного художественного театра («Турандот», «Золушка», «Карлсон», «Пора по парам», «Плачу за удовольствие» и др.)
- 2014 — музыка к спектаклю «Горько» (Гомельский областной драматический театр)
- 2015 — музыка к новогоднему представлению Белорусского государственного цирка
- 2016 — музыка к спектаклю «Пеликан» (Республиканский театр белорусской драматургии)
- 2017 — музыка к спектаклю «Муравьёв. Граф Амурский» (Хабаровский краевой театр драмы)
- 2018 — музыка к спектаклю «Залив Счастья. Адмирал Невельской» (Хабаровский краевой театр драмы)[18]
- 2020 — музыка к спектаклю «Профит» (Республиканский театр белорусской драматургии)[19]
- 2021 — музыка к спектаклю «Калека з вострава Інішман» (Республиканский театр белорусской драматургии) [20]

### Реклама
- 2010—2016 — Создание музыки и полное озвучивание большого числа телевизионных рекламных роликов в том числе для таких брендов, как Coca-Cola, McDonalds, Bon Aqua, velcom, МТС, Life, Gefest, Milavitsa, Belita и др.

### Другое
Mузыкальные проекты Friga и Trockensaft.
Несколько снятых клипов, несколько релизов электронной музыки, в том числе на виниле. Музыка проекта Trockensaft издается на крупных танцевальных лейблах Европы (303 lovers, Witty Tunes, Smiley Fingers, LouLou records, Kiddaz.FM, Black Fox Music, KDB и др.). Несколько треков было издано на виниле (I’m just a dancer, Where am I).